# Harry Freeman
Harry Scott Freeman  (Staines-upon-Thames, Surrey, 7 de febrer de 1876 – Bourne End, Buckinghamshire, 5 d'octubre de 1968) va ser un jugador d'hoquei sobre herba anglès que va competir a principis del segle xx.
El 1908 va prendre part en els Jocs Olímpics de Londres, on va guanyar la medalla d'or en la competició d'hoquei sobre herbal, com a membre de l'equip anglès.